# Ianuarie 2006
Acest articol este generat integral pe baza informațiilor din articolul 2006 și este actualizat periodic de un robot.
 Editările făcute în articol vor fi șterse la următoarea actualizare! Dacă doriți să faceți modificări, editați articolul-sursă.

ianuarie -
februarie -
martie -
aprilie -
mai -
iunie -
iulie -
august -
septembrie -
octombrie -
noiembrie -
decembrie
Ianuarie 2006 a fost prima lună a anului și a început într-o zi de duminică.

## Evenimente

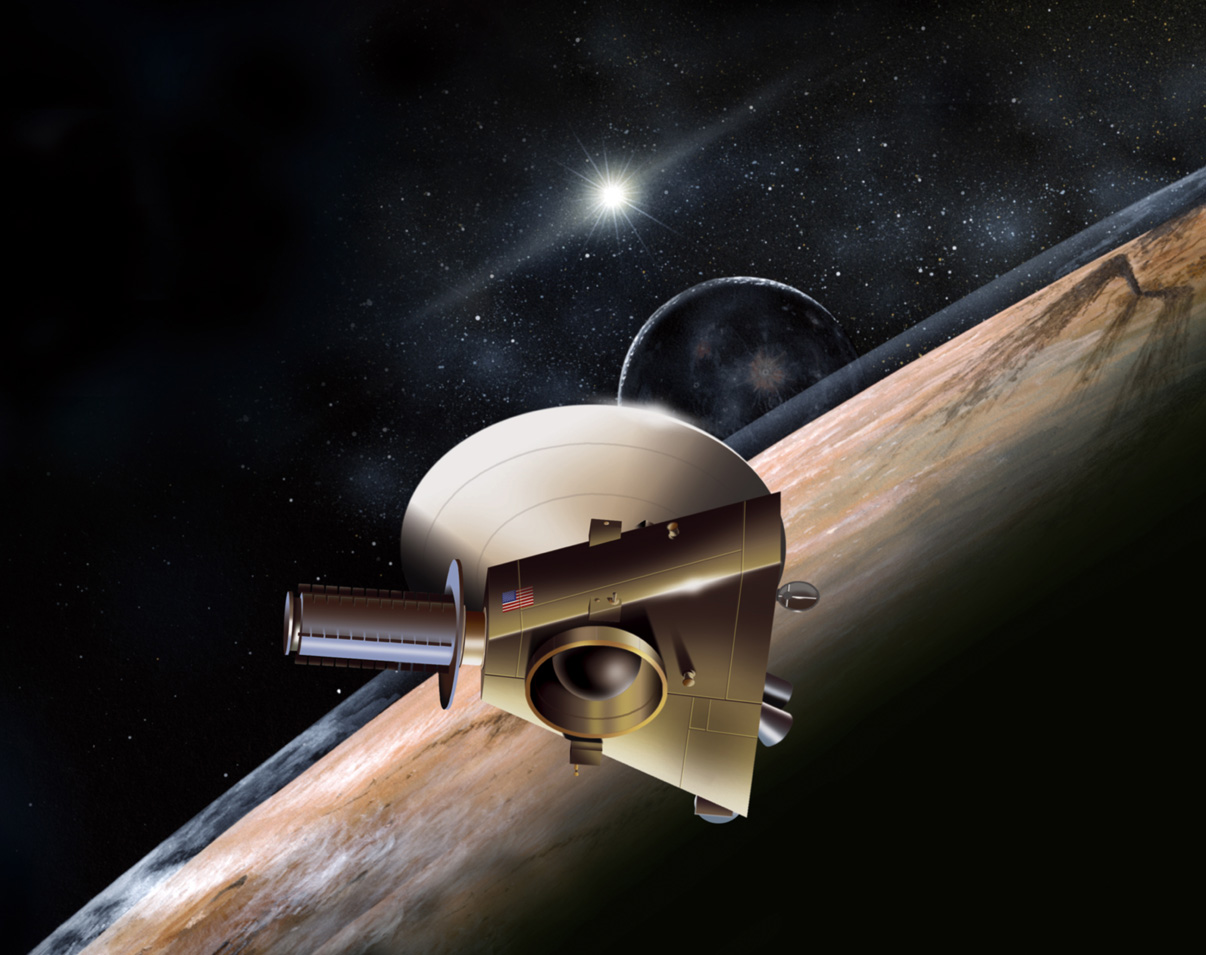
NASA lansează New Horizons

- 1 ianuarie: Spania interzice fumatul în locurile publice.
- 4 ianuarie: Ariel Sharon, premierul Israelului a suferit un masiv atac cerebral, urmat de hemoragii puternice. Operat de trei ori, premierul a fost plasat de medici în comă profundă, pentru a-i proteja creierul de leziuni.
- 9 ianuarie: Un elicopter Eurocopter EC-135 aparținând SMURD, s-a prăbușit în apropierea aeroportului din Iași; patru persoane și-au pierdut viața.
- 12 ianuarie: Militantul ultranaționalist Mehmet Ali Ağca, care a încercat în 1981 să-l ucidă pe Papa Ioan Paul al II-lea, a fost eliberat din închisoarea Kartal din Istanbul, după aproape 25 de ani de detenție petrecuți în Italia și Turcia.
- 14 ianuarie: O explozie cauzată de acumularea de gaze a ucis șapte oameni la mina din Anina.
- 15 ianuarie: La Biblioteca Academiei Române au fost prezentate următoarele cinci volume ale ediției facsimilate a manuscriselor lui Mihai Eminescu; primul volum a fost lansat pe 15 ianuarie 2005.
- 15 ianuarie: Sonda spațială americană Stardust, care are la bord particule de praf ale cometei Wild2, se întoarce pe Terra.
- 15 ianuarie: Socialista Michelle Bachelet este aleasă prima femeie președinte a statului Chile.
- 19 ianuarie: NASA lansează prima sondă spațială către planeta pitică Pluto. Sonda, numită New Horizons va călători inițial cu 57.000 km/h, dar după ce va folosi gravitația lui Jupiter va zbura cu 75.000 km/h și va ajunge la Pluto în iulie 2015.
- 20 ianuarie: Mehmet Ali Ağca a fost închis din nou, în urma deciziei luate de Curtea Supremă de Justiție din Turcia.
- 25 ianuarie: Vatican: Papa Benedict al XVI-lea publică prima sa enciclică, intitulată Deus Caritas Est.
- 25 ianuarie: Gruparea Hamas câștigă alegerile legislative din Statul Palestina, obținând 76 din 132 de locuri legislative.
- 28 ianuarie: Un acoperiș al unui complex expozițional din orașul Chorzow, Polonia, s-a prăbușit, omorând 66 de oameni.

## Decese
- 1 ianuarie: Zlata Tcaci, 77 ani, compozitoare din Republica Moldova (n. 1928)
- 2 ianuarie: John Stanley Wojtowicz, 60 ani, infractor american (n. 1945)
- 2 ianuarie: Lidia Wysocka, 89 ani, actriță și cântăreață poloneză (n. 1916)
- 3 ianuarie: Zoltan Farmati, fotbalist român (n. 1924)
- 4 ianuarie: Liviu-Doru Bindea, 48 ani, senator român (2000-2004), (n. 1957)
- 6 ianuarie: Nicolae Eftimescu, 78 ani, general român (n. 1927)
- 6 ianuarie: Ilse Losa, 92 ani, scriitoare portugheză (n. 1913)
- 7 ianuarie: Heinrich Harrer, 93 ani,  alpinist, sportiv, geograf și scriitor austriac (n. 1912)
- 7 ianuarie: Călin Turcu, 63 ani, ufolog român (n. 1942)
- 8 ianuarie: Prințul George William de Hanovra (n. Georg Wilhelm Ernst August Friedrich Axel), 90 ani (n. 1915)
- 14 ianuarie: Shelley Winters, 85 ani, actriță americană (n. 1920)
- 14 ianuarie: Henri Colpi, regizor elvețian de origine franceză (n. 1921)
- 19 ianuarie: Dumitru Giurcă, 74 ani, interpret român de muzică populară din Mărginimea Sibiului (n. 1931)
- 20 ianuarie: Andrei Iordan, 71 ani, politician kârgâz (n. 1934)
- 21 ianuarie: Ibrahim Rugova, 61 ani, primul președinte al statului Kosovo (1992-2006), (n. 1944)
- 24 ianuarie: Semion Duhovnîi, 71 ani, evreu basarabean, artist de operetă și bariton sovietic (n. 1934)
- 24 ianuarie: Chris Penn, 40 ani, actor american (n. 1965)
- 24 ianuarie: Gheorghe Platon, 79 ani, istoric român (n. 1926)
- 25 ianuarie: Marta Cozmin, 75 ani, scriitoare română (n. 1930)
- 27 ianuarie: Carol Lambrino, 86 ani, primul fiu al Regelui Carol al II-lea al României din relația sa cu Zizi Lambrino (n. 1920)
- 27 ianuarie: Johannes Rau, 75 ani, președinte al Germaniei (1999-2004), (n. 1931)
- 29 ianuarie: Nam June Paik, 73 ani, muzician și artist plastic american (n. 1932)
- 29 ianuarie: Ludovic Spiess, 67 ani, tenor român, ministru al Culturii și director al Operei Naționale din București (n. 1938)
- 30 ianuarie: Arnold Graffi,  95 ani, medic german (n. 1910)
- 31 ianuarie: Ruairí Brugha, 88 ani, politician irlandez (n. 1917)